# Parade (album)
Parade is het achtste album van de Amerikaanse popartiest Prince, het derde en laatste album van Prince & The Revolution en werd uitgebracht in 1986. Het album fungeerde als de soundtrack van de film Under the Cherry Moon.

## Muziek
Opmerkelijk is de afwezigheid van veel elektrisch gitaarwerk. Het album straalt in zijn geheel een wat akoestische sfeer uit. Nummers zoals Venus De Milo en Sometimes It Snows in April laten Prince van zijn minimalistisch en gevoeligste kant zien.

## Nummers
| 01. | Christopher Tracy's Parade  | 2:11 |
| 02. | New Position                | 2:20 |
| 03. | I Wonder U                  | 1:40 |
| 04. | Under the Cherry Moon       | 2:57 |
| 05. | Girls & Boys                | 5:29 |
| 06. | Life Can Be So Nice         | 3:13 |
| 07. | Venus de Milo               | 1:55 |
|     |                             |      |
| 08. | Mountains                   | 3:57 |
| 09. | Do U Lie?                   | 2:44 |
| 10. | Kiss                        | 3:37 |
| 11. | Anotherloverholenyohead     | 4:00 |
| 12. | Sometimes It Snows in April | 6:49 |

## Singles
Er werden in het totaal vier singles getrokken van het album; Kiss (5 februari 1986), Mountains (7 mei), Anotherloverholenyohead (2 juli) en Girls & Boys (niet als single in de V.S.).
Twee van de vier singles kenden een B-kant waarvan het nummer nog niet eerder was uitgebracht; ♥ or $ (B-kant Kiss) en Alexa de Paris (B-kant Mountains).
Kiss werd een wereldhit. In veel landen haalde de single de hoogste notering. In Nederland bleef Kiss steken op nummer twee. Mountains (nl: #20, vk: #48, vs: #23) en Girls & Boys (nl: #29, vk: #11) waren veel kleinere hitjes en Anotherloverholenyohead (vk: #36, vs: #63) kwam in Nederland de hitparade niet binnen.

## Kleuren
De kleuren die bij dit project hoorde waren zwart en wit. Dit komt op de albumhoes voor. Alle singlehoesen, alle videoclips (met uitzondering van "Kiss"), het podium van de Under the Cherry Moon Tour, de meeste kleding en de film Under The Cherry Moon werden uitgebracht als een zwart-witfilm.